# Бюлов, Бертольд Хартвиг фон
Бертольд Хартвиг фон Бюлов (7 апреля 1611 — 19 ноября 1667, Вольгаст) — немецкий барон и шведский военный деятель, генерал-майор пехоты (1655), генерал-лейтенант (1659) и генерал от инфантерии (1664), вице-губернатор Шведской Померании (с 1664 года).

## Биография
Представитель мекленбургской линии баронского рода фон Бюлов. Сын Детлеффа фон Бюлова (ум. 1662), домдешана из Ратцебургера, и Маргарет фон Шак (ум. 1658). В юности служил пажом при герцогском дворе в Мекленбурге. Затем путешествовал по Нидерландам, Франции, Англии и Польше. После возвращения на родину Бертольд Хартвиг фон Бюлов поступил на службу к герцогу Бернхарду Саксен-Веймарскому.
В чине капитана он участвовал в 1634 году в битве при Нёрдлингене, где был взят в плен и отправлен в Вену. При содействии своих родственников Ульриха фон Бюлова и рейхсканцлера Питера Генриха фон Штралендорфа, состоящих на имперской службе, вскоре он был освобожден из плена. Бертольд Хартвиг фон Бюлов поступил на военную службу в Данию, а затем в Швецию. В 1642 году он получил чин подполковника. В следующем году он командовал альтмаркским эскадроном в Лауэнбурге и Бойценбурге.
В 1644 году Бертольд Хартвиг фон Бюлов отличился при осаде и взятии крепости Дёмиц в Померании. В том же году он взял сильно укрепленный замок Хорнбург, получив в награду чин полковника. В 1647 году, назначенный комендантом Нёрдлингена, он 17 недель успешно оборонял город от императорских войск под командованием генерала Адриана фон Энкеворта. После окончания Тридцатилетней войны он участвовал в 1649—1650 годах в переговорах в Нюрнберге. После этого он отправился в Швецию, где получил пенсию и стал проживать в своих имениях.
В 1655 году в начале Второй Северной войны (1655—1660) король Швеции Карл X Густав назначил Бертольда Хартвига фон Бюлова генерал-майором пехоты. В 1656 году он участвовал в трехдневной битве под Варшавой, а затем был назначен шведским комендантом в Торуни. Во главе небольшого гарнизона (около 2 тыс. чел.) он с июля по декабрь 1658 года Бертольд Хартвиг фон Бюлов руководил обороной Торуни, осажденного союзной польско-австрийской армией. 30 декабря 1658 года он вынужден был капитулировать и сдать город.
После Северной войны он стал генерал-лейтенантом пехоты, а также главнокомандующим шведской армии в провинции Сконе и комендантом Мальме. 6 апреля 1664 года он был назначен вице-губернатором Шведской Померании, а позднее стал генералом от инфантерии.
В 1667 году 56-летний Бертольд Хартвиг фон Бюлов скончался в городе Вольгаст и был похоронен с большой помпой.

## Семья и дети
В 1654 году женился на Абели Софи фон Плессен, дочери ландрата Даниэля фон Плессен и Дороты Элеоноры, урожденной Блюменталь. Их дети:
- Маргарета (ум. 1735), муж — генерал Карл Леопольд Миллер фон дер Lühne (1643—1707)
- Барбара, муж — генерал Карл Фридрих фон Шлиппенбах (1658—1723)
- Анна, муж — Иоганн фон Гроте
- Карл Густав (ум. 1686)